# Ӆ

Groß- und Kleinbuchstabe des Ll

Das Ӆ (kleingeschrieben ӆ) ist ein Buchstabe des kyrillischen Alphabets. Es stellt ein mit Schwanz modifiziertes Л dar.
Verwendet wird er im Kildinsamischen, wo er den stimmlosen lateralen alveolaren Approximant /l̥/ repräsentiert.